# おおとよ宅配サービス
おおとよ宅配サービス（おおとよたくはいサービス）は東京都中央区に本社を持つヤマト運輸が2012年（平成24年）に高知県大豊町で開始した、高齢者の生活支援と地域振興を兼ねた宅配サービスである。

## 波及
高知県の別の自治体でも同種のサービスが始まる。
日本経済再生本部の未来投資会議構造改革徹底推進会合において、「ICT活用等による地域の社会的課題の解決」の一例として取り上げられる。